# Бен Вулластон
Бе́н (Бе́нджамін) Ву́лластон (англ. Ben Woollaston, повне ім'я Benjamin Michael Woollaston; нар.14 травня 1987, Лестер, Англія) — англійський професіональний гравець у снукер.

## Біографія
Народився 14 травня 1987 року у Лестері.
Став професіоналом у 2003 році, але в перший сезон (2004/05 рр.) в мейн-турі не показав значних результатів і не зумів закріпитися на наступний сезон.
У 2006-му Вулластон став чемпіоном Європи серед гравців до 19 років і отримав право повернутися до мейн-туру на сезон 2006/07. У 2006–2007 роках Бен був учасником фінальних стадій Гран-прі (двічі) та Welsh Open.
У сезоні 2010/11 він дійшов 1/32 фіналу World Open і непогано виступив на деяких етапах серії Players Tour Championship, завдяки чому посів найвище для себе, 69 місце в офіційному рейтингу і завдяки квоті залишився у мейн-турі на наступний сезон.
Своєї першої перемоги досяг у сезоні 2011/12 вигравши Players Tour Championship (3-й етап) здолавши у фіналі чемпіона світу Грема Дотта з рахунком 4-2.

## Персональне життя
Після десятимісячних романтичних стосунків у червні 2011 року одружився з відомою білоруською рефері зі снукеру Татьяною Торчіло.

## Досягнення в кар'єрі

### Аматори
- Чемпіон Європи серед гравців до 19 років.

### Рейтингові турніри
- Players Tour Championship (3-й етап) переможець — 2011